# Muharrem Süleymanoğlu
Muharrem Süleymanoğlu (18 settembre 1969) è un sollevatore turco.

## Biografia
È fratello di Naim Süleymanoğlu anche lui sollevatore, tre volte campione olimpico.
Ha rappresentato la Turchia ai Giochi olimpici estivi di Barcellona 1992, concludendo dodicesimo nella categoria fino a 75 chilogrammi.